# Tagline
Eine Tagline (vom englischen to tag für „anheften“ und line für „Zeile“) bezeichnet in der Unterhaltungsbranche einen kurzen Text, der zur Veranschaulichung eines Gedankens oder einer dramatischen Wirkung dient. Taglines werden in Marketing-Materialien und in der Werbung verwendet.
Die Idee hinter dem Konzept ist die Schaffung eines einprägsamen dramatischen Satzes oder Ausdrucks, der meist den Inhalt eines audiovisuellen Produkts zusammenfasst oder die Erinnerung des Publikums an ein Produkt verstärkt. Einige Taglines sind erfolgreich genug, um in die Populärkultur aufgenommen zu werden. Beratungsunternehmen, die auf die Erstellung von Taglines spezialisiert sind, können beauftragt werden, eine Tagline für eine Marke oder ein Produkt zu erstellen.
In der Werbung sind Taglines eine moderne Form von Slogans, wobei sich die konzeptionelle Botschaft in einem leicht merkbaren Satz verdichtet. Eine etwas ausführlichere und sachlichere Art der Zusammenfassung eines Film- oder Buchinhalts ist die Log Line.
Eine Tagline mit Eingang in die Populärkultur ist beispielsweise aus der Filmreihe Star Wars bekannt:

“May the Force be with you.”

„Möge die Macht mit dir sein!“

Taglines werden in unterschiedlichen Branchen der Unterhaltungsindustrie zur Vermarktung genutzt und sind in Film, Fernsehen, Literatur und Computerspielen bekannt. Websites und andere elektronische Medien nutzen auch Taglines.

## Ähnliche Begriffe
„Tagline“ ist nicht zu verwechseln mit Begriffen wie Claim, Slogan oder Schlagzeile.